# Ferney Park
Ferney Park – stadion piłkarski w Ballinamallard, w Irlandii Północnej. Obiekt może pomieścić 2000 widzów. Od 1976 roku jest domową areną klubu Ballinamallard United FC.